# 霍魯潘
50°27′9″N 25°36′45″E / 50.45250°N 25.61250°E
霍魯潘（烏克蘭語：Хорупань），是烏克蘭西北部的村莊，隸屬里夫內州的杜布諾區。該村始建於1566年，面積20.8平方公里，海拔高度209米，人口800，人口密度每平方公里38.6人。